# The Bear (serie televisiva)
The Bear è una serie televisiva statunitense creata da Christopher Storer.
La serie, che è attualmente composta da quattro stagioni, è stata resa disponibile negli Stati Uniti su Hulu a partire dal 23 giugno 2022. In Italia, viene distribuita a partire dal 5 ottobre 2022 sulla piattaforma streaming Disney+ come prodotto Star Original.

## Trama
Carmy Berzatto, un giovane chef del mondo dell'alta cucina, lotta per trasformare sia sè stesso che The Original Beef of Chicagoland, la paninoteca italiana di famiglia. Dopo il suicidio del fratello maggiore Michael, che ha lasciato solo debiti, Carmy cerca di lavorare in una cucina fatiscente insieme ad una brigata indisciplinata che diventerà la sua famiglia. Questa comprende: Tina, cuoca ormai esperta e da anni al Beef; Marcus, il pasticciere ambizioso ed energetico; Richie, amico di famiglia di lunga data con un trascorso difficile; Sydney, l'ultima arrivata in posizione di sous-chef. La sfida di mantenere il locale e il mare di difficoltà economiche non ferma le sfrenate ambizioni culinarie di Carmy e Sydney.

## Episodi
| Stagione         | Episodi | Pubblicazione USA | Pubblicazione Italia |
| ---------------- | ------- | ----------------- | -------------------- |
| Prima stagione   | 8       | 2022              | 2022                 |
| Seconda stagione | 10      | 2023              | 2023                 |
| Terza stagione   | 10      | 2024              | 2024                 |
| Quarta stagione  | 10      | 2025              | 2025                 |

## Personaggi e interpreti
- Carmen "Carmy" Anthony Berzatto (stagioni 1-in corso), interpretato da Jeremy Allen White, doppiato da Sacha Pilara.
- Richard "Richie" Jerimovich (stagioni 1-in corso), interpretato da Ebon Moss-Bachrach, doppiato da Ruggero Andreozzi.
- Sydney Adamu (stagioni 1-in corso), interpretata da Ayo Edebiri, doppiata da Veronica Benassi.
- Marcus Brooks (stagioni 1-in corso), interpretato da Lionel Boyce, doppiato da Matteo Liofredi.
- Tina Marrero (stagioni 1-in corso), interpretata da Liza Colón-Zayas, doppiata da Gianna Gesualdo.
- Natalie Rose Berzatto (stagioni 1-in corso), interpretata da Abby Elliott, doppiata da Lavinia Paladino.
- Neil Fak (stagioni 2-in corso, ricorrente stagione 1), interpretato da Matty Matheson, doppiato da Emanuele Durante.

## Distribuzione
La prima stagione di The Bear è stata distribuita a partire dal 23 giugno 2022 negli Stati Uniti sul portale FX all'interno della piattaforma streaming Hulu. 
A livello internazionale, la serie è stata resa disponibile sulla piattaforma streaming Disney+ come Star Original. In Italia è stata distribuita a partire dal 5 ottobre 2022.

### Adattamento italiano
Il doppiaggio italiano e la sonorizzazione sono stati eseguiti dalla Beep! Studios srl. La direzione del doppiaggio è di Chiara Salerno e la supervisione dei dialoghi venne affidata a Il Pentagramma (st. 1) e Simona Chiodi (st. 2).

## Accoglienza

### Critica
La serie è stata acclamata dalla critica. Sull'aggregatore di recensioni Rotten Tomatoes, la prima stagione ha un indice di gradimento del 100% basato su 78 recensioni, con un voto medio di 8.7/10; il consenso critico del sito recita: «Come un panino sapientemente confezionato, The Bear assembla una perfetta miscela di ingredienti e li impila per una soddisfazione ottimale e, fortunatamente, mantiene la croccantezza per un sapore extra». Metacritic, invece, ha dato alla prima stagione della serie un punteggio pari a 88 su 100, basato su 24 recensioni.
Sul The New York Times è stata definita stressante perché culla lo spettatore in un ambiente deprimente, tossico e violento. Tutto ciò riesce ad esprimere al 100% le sensazioni che aleggiano all'interno delle cucine, ma non solo perché affronta argomenti come il lutto, la tossicodipendenza e il suicidio, e di come la cucina sia spesso il trampolino di lancio di una di queste, secondo il Post.

## Riconoscimenti
- 2023 – Golden Globe
  - Miglior attore in una serie commedia o musicale a Jeremy Allen White[8]
  - Candidatura per la miglior serie commedia o musicale[8]
- 2023 – Critics' Choice Awards
  - Candidatura per la miglior serie commedia[9]
  - Candidatura per miglior attore in una serie commedia a Jeremy Allen White[9]
  - Candidatura per migliore attrice non protagonista in una serie commedia a Ayo Edebiri[9]
- 2023 – Premio Emmy
  - Miglior serie commedia[10]
  - Miglior attore protagonista in una serie commedia a Jeremy Allen White[10]
  - Miglior attore non protagonista in una serie commedia a Ebon Moss-Bachrach[10]
  - Migliore attrice non protagonista in una serie commedia a Ayo Edebiri[10]
  - Miglior regia di una serie commedia a Christopher Storer[10]
  - Miglior sceneggiatura di una serie commedia a Christopher Storer[10]
- 2024 – Golden Globe
  - Miglior attore in una serie commedia o musicale a Jeremy Allen White
  - Miglior attrice in una serie commedia o musicale a Ayo Edebiri
  - Candidatura per il miglior attore non protagonista in una serie a Ebon Moss-Bachrach
  - Candidatura per la miglior attrice non protagonista in una serie a Abby Elliott
  - Miglior serie commedia o musicale
- 2024 – Critics' Choice Awards
  - Miglior serie commedia[11]
- 2024 – Premio Emmy
  - Candidatura miglior serie commedia
  - Candidatura miglior attore protagonista in una serie commedia Jeremy Allen White
- 2024 – Screen Actors Guild Award
  - Miglior attore in una serie commedia a Jeremy Allen White[12]
  - Miglior attore non protagonista in una serie commedia a Ebon Moss-Bachrach[12]
  - Miglior attrice in una serie commedia a Ayo Edebiri[12]
- 2024 – Astra Awards
  - Candidatura alla miglior guest star in una serie commedia a Sarah Paulson